# Phong thần diễn nghĩa
Phong thần diễn nghĩa (giản thể: 封神演义; phồn thể: 封神演義; bính âm: fēngshén yǎnyì), cũng gọi là Phong thần bảng (封神榜), là một tiểu thuyết trường thiên thời Minh và là một trong những tác phẩm quan trọng nhất của thể loại thần ma. Thường được cho là của tác giả Hứa Trọng Lâm và Lục Tây Tinh, Phong thần diễn nghĩa được xuất bản lần đầu tiên dưới dạng sách trong khoảng từ năm 1567 đến 1619. Tác phẩm kết hợp nhiều yếu tố lịch sử, truyền thuyết, thần thoại, văn hóa dân gian và giả tưởng, tạo nên một bức tranh sống động về hệ thống thần tiên và yêu ma trong văn hóa Trung Quốc.
Phong thần diễn nghĩa bao gồm 100 hồi, xoay quanh câu chuyện Vũ Vương phạt Trụ, trong đó 30 hồi đầu tập trung mô tả sự bạo ngược của Trụ Vương và 70 hồi sau chủ yếu kể về cuộc chiến giữa hai triều Thương và Chu. Tác phẩm kết thúc với sự kiện Trụ Vương tự sát, còn Chu Vũ Vương đoạt thiên hạ và phân phong chư hầu, thiết lập trật tự mới. Tác phẩm đan xen nhiều yếu tố thần thoại Trung Hoa, bao gồm các thần, tiên, yêu, ma. Trong chừng mực nào đó, Phong thần diễn nghĩa mô tả cuộc sống của người Trung Hoa đương thời, nơi tôn giáo có một vai trò lớn trong cuộc sống hàng ngày.

## Tác giả
Tác giả của Phong thần diễn nghĩa có thuyết nói là Hứa Trọng Lâm (giản thể: 许仲琳; phồn thể: 許仲琳), hiệu là Chung Sơn Dật Tẩu, người Phủ Ứng Thiên huyện Trực Lệ biên soạn. Thuyết khác lại cho rằng tác giả rất có thể là Lục Tây Tĩnh (giản thể: 陆西星; phồn thể: 陸西星), hiệu Trường Canh, người huyện Hưng Hóa, tỉnh Giang Tô viết.

## Nội dung tác phẩm
Phong thần diễn nghĩa khởi đầu với chuyện kể về vua Trụ nhà Thương đến miếu thờ Thần Nữ Oa dâng hương, đã đề thơ với hàm ý bất kính khiến cho Nữ Oa nổi giận. Sau khi bấm tay biết vận số nhà Thương còn 28 năm mới chấm dứt, Nữ Oa đã sai ba yêu quái ở mộ Hiên Viên mê hoặc vua Trụ nhằm nhanh chóng làm cho nhà Thương sụp đổ, nhưng không được giết người. Một trong ba yêu quái là hồ ly tinh đã đạt hỏa hầu tu luyện ngàn năm, chiếm thân xác Đát Kỷ, một cô gái đẹp, con gái Ký Châu Tô Hộ, được tiến cung để ra mắt nhà vua. Được nhà vua sủng ái, Đát Kỷ giả dần dần lộng hành, trừ khử các bề tôi trung thực bằng bào lạc (trụ đồng nung đỏ), bày mưu cùng Vu Hồn giết Khương hoàng hậu và toan giết cả hai hoàng tử là Ân Giao và Ân Hồng. Bên cạnh đó, Đát Kỷ giả còn tìm cách hại 4 chư hầu lớn, xui vua Trụ mời họ vào chầu rồi bắt Tây Bá Hầu là Cơ Xương bỏ ngục.
Viên quan tổng binh ở cửa quan Trần Đường là Lý Tịnh sinh con trai đặt tên là Na Tra. Na Tra làm đồ đệ của Thái Ất chân nhân, lên bảy tuổi đã đại náo Đông Hải, rút gân chân thái tử con của Đông Hải Long Vương Ngao Quảng. Long Vương đến nhà Lý Tịnh đòi đền mạng. Na Tra không chịu, quay lại về động tìm thầy nhờ chỉ bảo. Sau đó Na Tra lập mưu bắt Long Vương Ngao Quảng trên đường đến Thiên môn (cổng Trời), bắt biến thành con rắn chui vào tay, hứa khi quay trở lại sẽ xin tạ tội với Lý Tịnh. Nhưng khi về nhà, Long Vương đã thuật lại hết tội trạng của Na Tra, sau đó đằng vân (cưỡi mây) đi mất, trở về tập hợp các Long Vương Bắc Hải, Nam Hải và Tây Hải tìm cách trị tội Na Tra. Bốn Long Vương thi thố thần thông, bắt Na Tra phải nộp mình, bằng không sẽ gây họa loạn cho gia đình Lý Tịnh và trăm họ Trần Đường. Na Tra vô cùng u uất và căm phẫn, cuối cùng đồng ý tự vẫn "lóc xương trả mẹ, lóc thịt trả cha" để cha mẹ được sống. Sau khi chết, hồn Na Tra phiêu bạt không nơi nương náu, theo lời dặn của Thái Ất chân nhân mà về báo mộng liên tiếp cho mẹ. Người mẹ y mộng lập miếu thờ Na Tra nhưng Lý Tịnh lại bắt phá đi vì sợ quan trên dèm pha là mê tín và vì vẫn còn buồn tức với nghịch tử. Sau khi dong chơi trở về, thấy miếu thờ do cha mình đốt phá đi, Na Tra rất tức giận và buồn bã, đành quay trở lại hỏi ý thầy. Ông dùng thần thông tạo mới thân thể của Na Tra từ lá, thân và ngó sen. Tái tạo xong thân hình, Na Tra một mực cầu đuổi đánh Lý Tịnh. Sau nhờ Nhiên Đăng đạo nhân và Văn Thù quảng pháp thiên tôn hóa giải ân oán phụ tử, và theo phò Khương Tử Nha giúp nhà Chu diệt nhà Thương.
Khương Tử Nha là đồ đệ của Nguyên Thủy Thiên Tôn trên núi Côn Lôn, vâng lệnh thầy xuống núi giúp nhà Chu diệt nhà Thương. Tử Nha ở lại nhà một người bạn giàu có, và cũng thành gia thất với một bà lão tuổi ngoài 60. Ông có tính kế sinh nhai bằng nhiều cách như đan sọt, buôn bán nhưng đều thất bại. Sau đó, ông bén duyên với nghề xem quẻ bói mệnh, nhờ tài năng và đạo đức cao dày mà ông trở nên rất nổi tiếng và có của dư giả. Sau đó ông bắt và giết được Tỳ bà tinh (đàn tỳ bà thành tinh), bạn của Đát Kỷ giả, và nhờ đó ông được vua Trụ phong chức Hạ Đại phu trông coi thiên văn địa lý. Để trả thù, Đát kỷ bày vẽ việc cất Lộc Đài, do Tử Nha phụ trách. Biết là kế của Đát Kỷ giả, ông vẫn một mực can Trụ vương xây Lộc Đài. Trụ Vương phán ông chết, ông nhảy xuống nước nhưng không chết, dùng phép 'độn thủy' mà quay về nhà. Ông có khuyên vợ cùng đi sang Tây Kỳ nhưng bà coi thường ông, nhất quyết không đi, hai người ly dị từ đây. Sau đó ông giúp hàng trăm người dân Triều Ca, thi thố pháp thuật đưa họ sang ấp Tây Kỳ thuộc đất nhà Chu. Bấy giờ Tây Bá Cơ Xương trốn thoát khỏi ngục đã tìm đến Khương Tử Nha nhờ giúp đỡ.
Trong một trận chiến, nhà Chu đã đánh bại quân của vua Trụ, nhưng vua Trụ không vì thế mà hối cải, vẫn tiếp tục ghẹo vợ của Hoàng Phi Hổ là Giả Thị, khiến Phi Hổ tức giận. Phi Hổ đã vượt 5 cửa ải về với nhà Chu.
Với sự giúp sức của Giáo chủ Thông Thiên, vua Trụ sai 36 lộ quân tiến đánh ấp Tây Kỳ. Trong trận chiến này, được hậu thuẫn của Xiển Giáo, nhà Chu đã đánh bại 36 lộ quân của vua Trụ. Tuy vậy, vua Trụ vẫn tiếp tục hoang dâm tàn bạo, không biết hối cải, và các nước chư hầu phải hợp lực tiến đánh. Trong trận chiến đối đầu khốc liệt cuối cùng này, quân của vua Trụ đã thất bại thảm hại, vua Trụ tự thiêu, Đát Kỷ giả cũng bị giết chết. Khương Tử Nha được Nguyên Thủy Thiên Tôn trao quyền phân phong các thần, còn Chu Vũ Vương (tức Cơ Phát, con Cơ Xương) cũng được quyền tấn phong các chư hầu.

## Bảng phong thần
Về Bảng phong thần có thể tóm tắt như sau: Đất Thần Châu triều đại Nhà Thương có 3 giáo phái cùng phát triển rực rỡ đó là: Xiển Giáo, Triệt Giáo, Đạo Giáo. Đứng đầu 3 giáo phái lần lượt là Nguyên Thủy Thiên Tôn, Thông Thiên Giáo chủ và Lão Tử (tức Đạo Đức Thiên Tôn). Câu chuyện được bắt đầu khi mười hai đệ tử của Nguyên Thủy Thiên Tôn đều là tiên phạm luật sát sinh nên phải bị đày xuống trần chịu khổ. Ngọc Hoàng Đại Đế truyền chỉ dụ cho hai giáo phái Xiển Giáo và Triệt Giáo đưa 365 giáo đồ phạm tội xuống trần lập công trạng sau này sẽ phong thần cho đủ số nhà trời. 12 đệ tử của Nguyên Thủy Thiên Tôn phải hạ giới phò nhà Chu diệt nhà Thương.
Trong bảng phong thần sẽ được chia làm 8 bộ: 4 bộ trên là Lôi, Hoả, Ôn, Đẩu. 4 bộ dưới là Thần Mưa, Thần Mây, Thần Núi, Thần Sao. Sau khi Trụ Vương mất nước, Vũ Vương ra đời thì dựa vào công tội của từng thần để phân ngôi cao thấp. Chính vì lẽ đó mà Khương Tử Nha - môn đồ của Nguyên Thể Thiên Tôn (Nguyên Thủy Thiên Tôn) được xuống trần gian phò Chu diệt Trụ. Tương truyền đài Phong Thần được Khương Tử Nha xây dựng vào đời Vũ Vương, do Bá Giám (Nguyên soái của Hoàng Đế Hiên Viên đi đánh giặc Xi Vưu, bị chết trận tại Đông Hải) đốc thúc, Ngũ Lôi Thần phụ trách xây dựng, đây là nơi các linh hồn 365 giáo đồ đã dứt nợ trần sẽ yên vị trước ngày được Nguyên Thể phong sắc thành thần.

## Đón nhận

### Giá trị nghệ thuật
Bảng Phong Thần có dung nạp cả những tư liệu lịch sử và những hư cấu, truyền thuyết, tôn giáo nên yếu tố khoa trương rất đậm nét. Lý tưởng vua sáng tôi hiền của tác giả cũng bộc lộ qua những chương hồi viết về Vũ Vương và Khương Tử Nha. Tiểu thuyết ví cuộc chiến đấu giữa chính-tà nói trên cho "mệnh trời", "khí số", đặc trưng cho văn hóa Thần truyền của Thần Châu Trung Hoa. Tác phẩm đề cao vai trò của Đạo Giáo trên vai trò của đạo sĩ, binh tướng, thần tiên vận dụng âm dương, tướng số, kỳ môn độn giáp và cho là số phận con người đều do trời đất sắp đặt, hướng tới con người về số trời đã định. Về nghệ thuật miêu tả, nhân vật trong Phong thần diễn nghĩa được đặc tả sinh động nên trở thành những cá tính lưu truyền rộng rãi trong dân gian.

### Phê phán
Mặc dù ngày nay được xem là một trong những tác phẩm kinh điển của văn học Trung Quốc, cuốn tiểu thuyết không phải lúc nào cũng được đánh giá cao như vậy. Khi so sánh tác phẩm với những tiểu thuyết Trung Quốc khác trong quá khứ, nhà văn Lỗ Tấn nhận định trong cuốn sách Sử lược tiểu thuyết Trung Quốc (1930) của mình rằng Phong thần diễn nghĩa "thiếu tính hiện thực của Thủy hử và trí tưởng tượng xuất chúng của Tây du ký."

## Bản dịch
Phong thần diễn nghĩa từng được Lê Quý Đôn và Trịnh Xuân Thụ trong đoàn sứ giả Việt Nam sang cống nhà Thanh năm 1762 chọn mua mang về nước, nhưng đến Quế Lâm thì bị giữ lại. Đầu thế kỷ 20, tác phẩm này lần đầu tiên được Trần Phong Sắc dịch ra tiếng Việt. Sau có bản dịch của Mộng Bình Sơn, được tái bản nhiều lần.

## Chuyển thể
Cuốn tiểu thuyết đã gây tác động đáng kể lên văn hóa Trung Quốc và văn hóa Nhật Bản. Tác phẩm được chuyển thể dưới nhiều hình thức, gồm phim truyền hình, manhua, manga và trò chơi điện tử. Một vài bản chuyển thể đáng chú ý được liệt kê dưới đây:
- Chương trình phát thanh bình thư năm 1970 của Viên Khoát Thành, thuật lại toàn bộ Phong thần diễn nghĩa trong 200 tập.
- The Story of Chinese Gods, một bộ phim hoạt hình vẽ tay năm 1976.
- God's Parade, một bộ phim truyền hình của TVB năm 1981 với một bài hát do Trịnh Thiếu Thu thể hiện.
- Sự ra đời của nhà Chu, tiểu phần đầu tiên trong loạt manhua Hồng Kông Thiên tử truyền kỳ của Hoàng Chấn Long.
- Hoshin Engi, một bộ manga và anime Nhật Bản dựa trên cuốn tiểu thuyết.
- Đát Kỷ Trụ Vương, một bộ phim truyền hình Hồng Kông năm 2001 do đài TVB sản xuất.
- Mystic Heroes (バトル封神 Batoru Hōshin?), một trò chơi điện tử năm 2002 của Koei chủ yếu dựa trên cuốn sách.
- Phong thần bảng: Phượng minh Kỳ sơn, một bộ phim truyền hình Trung Quốc năm 2007. Kế đó là phần tiếp theo ra mắt năm 2009 là Phong thần bảng: Vũ vương phạt Trụ.
- Warriors Orochi, một loạt trò chơi điện tử do Koei sản xuất. Trò chơi có sự góp mặt của ba nhân vật từ tiểu thuyết – Đát Kỷ (tên Da Ji trong game), Na Tra và Khương Tử Nha (tên Taigong Wang trong game).
- Phong thần anh hùng bảng, một bộ phim truyền hình người đóng của Trung Quốc năm 2014 do Đài Truyền hình Sơn Đông sản xuất và có sự tham gia của Trần Kiện Phong và Trương Hinh Dư.
- Phong thần truyền kỳ, một bộ phim điện ảnh 3D của Trung Quốc năm 2016 do Tập đoàn giải trí Tinh Hoa sản xuất, có sự tham gia của Hướng Tá vai nhân vật chính Lôi Chấn Tử, Lý Liên Kiệt vai Khương Tử Nha, Lương Gia Huy vai Trụ Vương, Cổ Thiên Lạc vai Khổng Tước Minh Vương, Huỳnh Hiểu Minh vai Dương Tiễn, Angelababy vai tiên cá, Phạm Băng Băng vai Đát Kỷ và Văn Chương vai Na Tra.
- Chronicles of the God's Order, một bộ manhua của Hồng Kông đang viết dở.
- Na Tra: Ma đồng giáng thế, một bộ phim hoạt hình 3D của Trung Quốc năm 2019.
- Phong thần diễn nghĩa, một bộ phim truyền hình người đóng của Trung Quốc năm 2019 do Mango Studio sản xuất và có sự tham gia của Vương Lệ Khôn, La Tấn, Trương Bác, Vu Hòa Vỹ, Đặng Luân và Châu Triệu Long.
- Khương Tử Nha, một bộ phim hoạt hình 3D của Trung Quốc năm 2020.
- Tân Phong thần bảng: Na Tra tái sinh, một bộ phim hoạt hình 3D của Trung Quốc năm 2021.
- Phong Thần Tam Bộ Khúc 2: Creation of the Gods 2, phim điện ảnh được công chiếu tại Trung Quốc vào 29/01/2025 với sự tham gia diễn xuất của Phí Tường (Christ Phillip) và Naran (Na Nhiên Naran)